# 孙敬修
孙敬修（1901年10月12日—1990年3月5日），名德崇，字敬修，北京人，著名儿童教育家，他播讲的故事伴随三代人度过了童年时光，被人们称为故事爷爷。

## 生平
1901年10月12日，孙敬修生于北京南城一个贫民家庭中，他的父母是早年逃荒来到北京的河北农民。1906年孙敬修的父亲为谋生计只身前往非洲打工，孙敬修随母亲来到天津，在天津，俩人依靠母亲在教会办的医疗机构作杂役的收入为生。1909年，孙敬修的父亲自非洲返国，举家搬回北京，在经营一些小本生意不利的情况下，孙父开始在家附近的胡同里摆起书摊，专门靠给附近的居民说书讲故事为生，所讲的故事包括传统的《三国》《水浒》《西游》，也有他本人在非洲的经历遭遇，幼年孙敬修经常在父亲的书摊听故事，这段时期的经历对孙敬修日后的成长有着非常深刻的影响。
一年后孙父病重不治，孙母带着孙敬修在东城区崇文门里孝顺胡同的亚斯礼堂接受洗礼，成为一名基督徒。受洗后的孙敬修进入教会开办的汇文大学附属小学——成美馆上学，接受了较系统的教育。1916年孙敬修小学毕业，考入官办的师范学校——京兆师范学校，开始接受师范教育。
1921年，孙敬修从京兆师范学校毕业。毕业后的孙敬修先后任教京西衙门口小学、华语学校、私立钓铒胡同小学，还做过一段时间专职家教，但时间都不长，最后稳定在北平特别市私立汇文第一小学校，在这里他任教长达35年教过国文、算术、美术、音乐、自然、历史和地理，先后担任过初级部主任、教导主任、代理校长等职务。在这段时期孙敬修积累了丰富的教育实践经验，形成了他自己的教育风格和教育理论。由于周末住校学生没有事情，孙敬修开始在周末给住校的学生讲故事。
1931年，孙敬修应北平教育局之邀开始在广播电台为少儿节目讲故事录制节目，在此后的六十多年里，孙敬修的故事通过电波传遍中国大地，成为一代又一代孩子心中的故事爷爷。1937年北平沦陷之后，孙敬修以柳稚心的名字继续在由日伪机构控制的广播电台的儿童时间里制作和播出儿童故事、童谣等节目，在这个过程中，孙敬修自己创作了许多故事儿歌等儿童文学作品，通过巧妙的方式，利用受日本人控制的电台宣传独立自主抗日的观念。
1951年5月1日，孙敬修进入新成立的中央人民广播电台在儿童节目“小喇叭”中面向全中国的小朋友播讲故事，在此后很长一段时间里，小喇叭节目的开始曲和孙敬修爷爷娓娓动听引人入胜的故事成为很多人童年最美好的回忆。1957年孙敬修离开了汇文一小，调到北京市少年宫任辅导员，开始负责课外教育，直到1966年退休。文革中，孙敬修遭到迫害，离开了播音话筒，直到1978年才又回到电台讲故事。1980年加入中国共产党。1962年参与了儿童电影《花儿朵朵》的演出，1984年参与了电视剧《四世同堂》的演出，在剧中饰演一位和蔼的卖兔儿爷的老人。1987年孙敬修获全国热爱儿童荣誉奖。
1990年3月5日孙敬修病逝于北京友谊医院，5月葬北京香山万安公墓。

## 贡献
孙敬修非常注重培养儿童教育人才，很多著名的儿童节目播音员和儿童文学作家如张霖、肖君成、曹灿、康瑛、蔡治隆、王毓铸等均出自他的门下，晚年的孙敬修还拿出自己的积蓄设立了孙敬修儿童故事研究基金会，培养了包括鞠萍在内的一大批儿童电视和广播节目主持人，这些人才在之后的很长一段时间内成为中国儿童广播电视文艺节目的支柱。

## 作品
出版书籍
- 《怎样给孩子讲故事》（北京出版社）
- 《孙敬修爷爷讲的故事》（四川少年儿童出版社）
- 《故事爷爷讲的故事》（中国少年儿童出版社）
- 回忆录《我的故事》（四川少年儿童出版社）
- 《怎样讲故事》（语文出版社）
- 《孙敬修演讲故事大全》

故事录音
- 西游记
- 哪吒闹海
- 鸡毛信
- 半夜鸡叫
- 高玉宝的故事